# 南愛丁堡 (英國國會選區)
南愛丁堡（英語：Edinburgh South），英國國會一自治市選區，位於蘇格蘭首府愛丁堡南部。選區創設於1885年。
本選區當區議員早期屬自由黨籍，1918年起屬統一黨，1965年屬起保守黨，1987年起皆屬工黨。2010年大選中伊恩·莫瑞以34.7%選票當選繼承了尼格爾·格里菲斯的議席。此選區於2019年起是全蘇格蘭唯一屬於工黨的選區。